# Stefan Maierhofer
Stefan Maierhofer (Gablitz, 16 agosto 1982) è un allenatore di calcio ed ex calciatore austriaco, di ruolo attaccante, tecnico dell'Akademia Burgenland.

## Carriera

### Club
Esordisce con la maglia del Tulln il primo giugno 2001 contro l'Ortmann (3-0), entrando in campo a 10' dalla fine. Chiude la sua prima stagione calcistica con 2 presenze. Nell'annata seguente realizza 12 gol: si sblocca il 21 settembre 2001 contro l'Horn, sfida persa 3-2 nella quale sigla entrambe le reti del Tulln. Mette a segno anche una tripletta contro lo Stockerau (4-0) e una doppietta contro l'Himberg (4-0), finendo la stagione con 12 gol in 26 partite di campionato.
Dopo un paio d'esperienze nel calcio minore austriaco, con il Tulln, il First Vienna e il Langenrohr, si è trasferito in Germania, nella squadra riserve del Bayern Monaco. Qui, si è imposto a suon di reti ed è stato chiamato in prima squadra nel 2006, quando ha raccolto due presenze in Bundesliga. Nella squadra riserve, ha siglato 21 reti in 42 partite.
A gennaio 2007, è stato venduto al Coblenza, nella 2. Fußball-Bundesliga, dove è rimasto fino al termine del campionato, quando ha firmato un biennale per il Greuther Fürth. Dopo soli sei mesi, però, è stato mandato in prestito al Rapid Vienna.
Al ritorno in Austria, ha aiutato il Rapid a vincere il campionato, segnando 7 reti in 11 gare tra cui una doppietta nella vittoria per 7 a 0 sul Red Bull Salisburgo.
Al termine della stagione, il Rapid Vienna ha deciso di acquistarlo a titolo definitivo e Maierhofer ha firmato un contratto triennale. Nella stagione successiva ha segnato 23 reti in 35 partite. A inizio stagione 2009-2010 ha collezionato 3 presenze ed 1 gol contro l'Austria Vienna.
Il 31 agosto 2009 è stato acquistato dal Wolverhampton Wanderers per 2 milioni di euro.
Nella stagione 2011-2012 milita nel Red Bull Salisburgo.

### Nazionale
Il debutto nella Nazionale austriaca è arrivato in una sfida contro l'Italia, terminata 2 a 2, il 20 agosto 2008.
Era stato inserito nella lista dei preconvocati per campionato d'Europa 2008, ma poi il suo nome è stato escluso.
Il primo gol internazionale è datato 5 settembre 2009 contro le Fær Øer.

## Palmarès

### Club
- 2. Fußball-Bundesliga: 1

Colonia: 2013-2014
- Campionato austriaco: 2

Rapid Vienna: 2007-2008
Red Bull Salisburgo: 2011-2012
- Coppa d'Austria: 1

Red Bull Salisburgo: 2011-2012

### Individuale
- Capocannoniere del campionato austriaco: 1

2011-2012 (14 gol)